# Perlite (geologia)

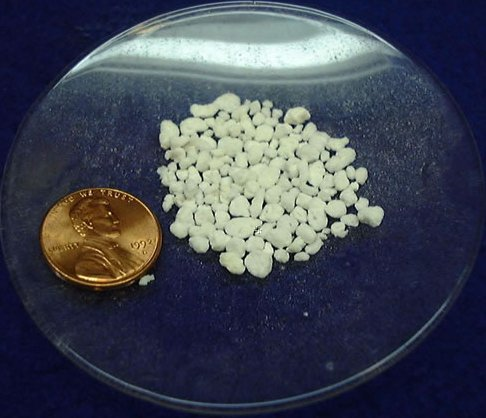
Grãos de perlite expandida.

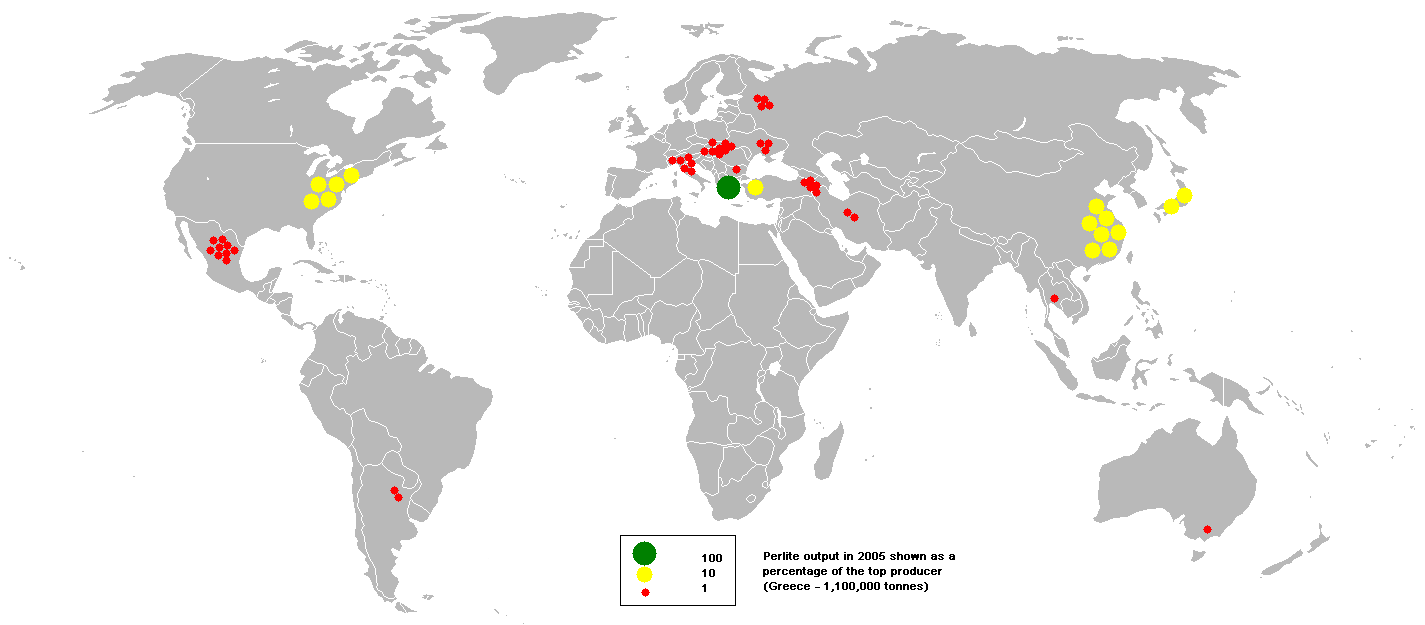
Produção de perlite em 2005

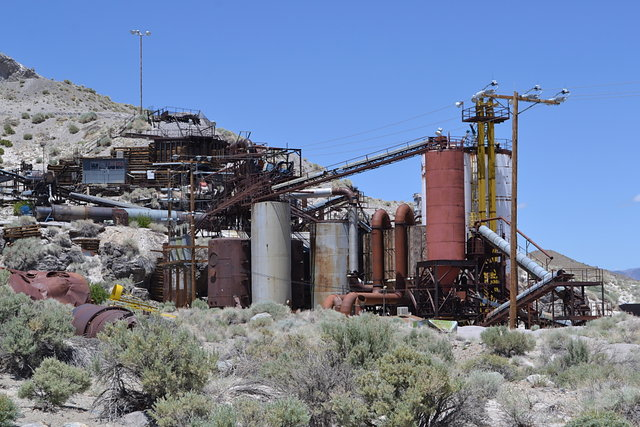
Mina de perlite em Owens Valley, Califórnia.

A perlite (português europeu) ou perlita (português brasileiro) é um tipo de vidro vulcânico de composição riolítica, 70–75% SiO2, com um conteúdo em água relativamente alto. Forma-se em geral pela hidratação mineral de obsidiana e de pedra pomes em ambientes ricos em água subterrânea, originando um material amorfo com ponto de fusão próximo dos 1260 °C. O nome perlite (de «pérola») deriva da frequente presença neste mineraloide de fissuras concêntricas que originam pequenas massas esferoidais, em torno das quais as fissuras se repetem como cascas de cebola, cuja alteração e disjunção pode originar esferulites (pérolas ou berlindes) vítreos. A composição e textura perlítica deste vidro natural, associada à propriedade pouco comum de se expandir até 7-16 vezes o seu volume original quando aquecido a 850–900 °C, fazem deste material um importante mineral industrial, explorado para utilização em construção civil, isolamento térmico e acústico, construção de filtros, produção de materiais abrasivos e de estabilizadores para explosivos e feitura de meios de cultura para horticultura e floricultura.

## Descrição
A perlite é um vidro vulcânico de ocorrência natural, classificada como um mineralóide por não ser cristalino, já que ter estrutura cristalina é condição necessária para que um material geológico possa ser considerado um mineral. Forma-se pela hidratação da obsidiana, e em alguns casos de outros vidros vulcânicos félsicos (ricos em sílica) como a pedra pomes e as cinzas vulcânicas siliciosas, em ambientes ricos em água.
Sendo o resultado da hidratação de um material com estrutura vítrea, a perlite é vitrosa, embora seja muito rica em micro-cristais provenientes do material originário e formados durante o processo de hidratação. A composição química média da perlite é dominada pela sílica (SiO2), com valores entre 70,3 e 75.1% ponderal, e pela alumina (Al2O3), entre 12,2 e 13,7%, mas com teores significativos de Fe2O3 (3,4%), de Na2O (0,2-3,8%), K2O (0,2-5,0%), TiO2 (0,9%), MgO (0,6%) e CaO (0,6%). O teor em água combinada é em geral 2-6% do peso da rocha, sendo na maioria dos casos inferior a 4%.
A perlite apresenta em geral uma coloração cinza, mas pode variar entre o negro e o cinza esbranquiçado, em geral apresentando manchas esbranquiçadas e fenocristais bem desenvolvidos formando máculas ou bandas. A densidade aparente da perlite em estado bruto (não expandida) ronda 1100 kg/m3 (1,1 g/cm3), enquanto a perlite expandida tem tipicamente densidade aparente no intervalo dos 30–150 kg/m3 (0,03-0,150 g/cm3).
Por ser um vidro natural, a perlite amolece quando atinge temperaturas de 850–900 °C, permitindo que a água de combinação aprisionada na estrutura do material se vaporize e expanda, o que causa a expansão do material até 7 a 16 vezes o seu volume inicial, por vezes até 20 vezes esse volume. O material expandido quando observado ao microscópio apresenta uma estrutura similar a uma pipoca, com uma coloração branca brilhante devida à reflectividade das bolhas.
Composição química comparada com um feldspato
|           | SiO2 | Al2O3 | Fe2O3 | TiO2 | CaO  | MgO | Na2O | K2O   |
| Perlite   | 75,8 | 12,24 | 0,96  | 0,11 | 1,2  | 0,4 | 3,8  | 3,47  |
| Feldspato | 67,3 | 18,80 | 0,40  | 0,00 | 0,45 | 0,2 | 2,5  | 10,03 |

Composição típica da perlite
A perlite, sendo um mineraloide natural, apresenta uma composição química variável, resultado da composição do magma a partir do qual se formou. Os valores que se seguem são meramente indicativos.
- 70-75% dióxido de silício: SiO2
- 12-15% óxido de alumínio: Al2O3
- 3-4% óxido de sódio: Na2O
- 3-5% óxido de potássio: K2O
- 0,5-2% óxido de ferro (III): Fe2O3
- 0,2-0.7% óxido de magnésio: MgO
- 0,5-1,5% óxido de cálcio: CaO
- 3-5% perda ao forno (água quimicamente combinada)

## Aplicações
Quando moída e aquecida a cerca de 871 °C (850–900 °C) a perlite amolece (por ser um vidro) e expande-se, formando bolhas no seu interior, num mecanismo semelhante à feitura de pipocas, devido à evaporação da água retida no seu interior. Esta formação de minúsculas bolhas causa a expansão do material até 7–16 vezes o seu volume original. A moagem da perlite expandida é muito fácil, levando poucos minutos a reduzi-la a um pó fino.
O material expandido apresenta coloração branca brilhante, devido à grande reflectividade das bolhas contidas no material. A perlite não expandida ("crua") tem uma densidade próxima de 1100 kg/m³ (1,1 g/cm³), enquanto a perlite expandida tem tipicamente uma densidade de 32–240 kg/m³.
Por causa das bolhas e do seu baixo peso específico, oferece óptimas propriedades físicas de isolamento de calor e som, com condutividade térmica de λ = 0,040 a 0,070 W/mK, valor que rivaliza com os melhores materiais sintéticos de isolamento. Acresce a sua grande resistência a insectos, ser ignífuga, quimicamente inerte e imune ao apodrecimento.
No ano de 2001 o preço aproximado da perlite expandida era US$36,31 por tonelada métrica. Embora o preço da perlite extraída da mina tenha subido desde então, continua a ser um material barato.
Devido à sua baixa densidade, resistência e preço relativamente baixo, tem aparecido um número crescente de aplicações comerciais. A perlite expandida é muito utilizada na construção civil e para fins industriais e de biotecnologia.
Nos campos da construção e manufactura, é usada para produção de argamassas aligeiradas, betões e alvenarias aligeirados, isolamento térmico e fabrico de painéis para tectos.
Em horticultura e floricultura utiliza-se como corrector do solo para melhorar as suas características físicas, visando para tornar o "composto" mais permeável ao ar, mantendo a sua capacidade de reter a água, o que o transforma num bom substrato para a hidroponia ou para substrato destinado a estaquia. Quando utilizado como corrector do solo as suas características de alta permeabilidade e baixa retenção de água ajudam a prevenir a compactação do solo.
A perlite expandida é um excelente adjuvante de filtração e é amplamente utilizada como alternativa aos filtros de diatomite. A popularidade do uso de perlite como meio filtrante tem crescido consideravelmente em todo o mundo. Filtros perlite são muito comuns na filtração de cerveja e de outras bebidas antes do engarrafamento.
Pequenas quantidades de perlite expandida também são utilizados em fundição de metais, isolamento criogénico e como aditivo aligeirante em alvenarias ignífugas. É também utilizado como estabilizante pela indústria dos explosivos. Na produção de cerâmica é usada como aditivo à argila dado que o ponto de fusão da perlite é cerca de 40 °C mais baixo que os feldspatos potássicos (1093 °C), o que permite incorporar este material na pasta de grés, baixando o seu ponto de sinterização. Como componente de esmaltes pode actuar de forma similar a uma frita natural.
Devido à sua estabilidade térmica e mecânica, ausência de toxicidade e alta resistência contra ataques microbianos e solventes orgânicos, a perlite é amplamente usado em aplicações biotecnológicas. A perlite é considerada um excelente suporte para a imobilização de enzimas biocatalisadores usadas em aplicações de biorremediação e de detecção de compostos orgânicos.
Em 2015 o consumo de perlite nos Estados Unidos atingiu as 613 000 toneladas, das quais 51% se destinaram à indústria da construção civil, 19% à produção de agregados para horticultura e floricultura, 15% para enchimento e isolamento termo-acústico e 10% para a produção de filtros. A abundância relativa deste material permite considerar que, ao actual ritmo de mineração, o seu uso é sustentável durante várias gerações.
A perlite é um recurso não renovável com reserva mundiais estimadas de 700 milhões de toneladas. Em 2011, estima-se que foram mineradas 1,7 milhões de toneladas, sendo os maiores produtores a Grécia (500 000 t), os Estados Unidos (375 000 t) e a Turquia (220 000 t). Contudo, desconhecem-se os valores da China, um dos maiores produtores, o que torna as estimativas globais incertas. Em 2003, a Grécia era o maior produtor mundial de perlite processada, mas as estimativas da produção de perlite contidas no relatório USGS Mineral Commodity Summaries 2013 indicam que os Estados Unidos terão ultrapassado a Grécia.

## Historial
A utilização comercial da perlite expandida iniciou-se na década de 1960, quando foram desenvolvidas técnicas de expansão e purificação capazes de produzir um produtos industrial padronizado. Contudo, o conhecimento da capacidade expansiva dos vidros vulcânicos hidratados é antiga, já que pode ser facilmente demonstrada usando um bico de Bunsen. As notícias das primeiras experiências visando determinar as características do material expandido datam de 1929, quando no Japão foram realizadas algumas experiências nesse sentido. Na década de 1930 foram realizadas diversas experiências nos Estados Unidos, sem resultados assinaláveis.
A descoberta de uma forma eficaz de expandir a perlite deve-se a L. Lee Boyer, um avaliador de terrenos de Superior, Arizona, que em 1938 desenvolveu um método de expansão para produzir material refractário, que tentou patentear. O processo foi interrompido pela Segunda Guerra Mundial e apenas na década de 1950 foram desenvolvidos nos Estados Unidos e nos Países Baixos os processos que permitiram a industrialização da produção de perlite expandida.